# Macintyre River
La Macintyre River est une rivière du nord de la Nouvelle-Galles du Sud en Australie qui forme sur une partie de son trajet la frontière avec le Queensland, et un sous-affluent du Murray par la Darling et le Barwon.

## Géographie
D'une longueur de 156 km, la rivière prend sa source à l'ouest de Guyra, dans les Northern Tablelands, au sud de Glen Innes. La rivière coule d'abord vers le nord-ouest, en passant près des villes de Glen Innes, Inverell, Ashford et Yetman.

## Affluents
A quelques kilomètres à l'est de Boggabilla, la Macintyre River reçoit la Dumaresq River qui formait la frontière entre les États de Nouvelle-Galles du Sud et du Queensland. Elle coule alors vers l'ouest entre Boggabilla et Goondiwindi, formant à son tour la frontière entre les deux États. Plus à l'ouest, la Macintyre, se dirige vers le sud-ouest et devient la Barwon River qui ira finalement rejoindre le Murray et se jeter dans l'océan Indien.
Les principaux affluents de la Macintyre sont la Swanbrook Creek, qui la rejoint à Inverell, la Severn River qui la rejoint près d'Ashford et la Dumaresq River qui la rejoint près de Boggabilla. Les Mole River, Weir River, Macintyre Brook, et Severn River se jettent également dans la rivière Macintyre. Ce groupe de rivières est appelé les Border Rivers ("cours d'eau frontaliers") et sont considérés comme la principale source de la rivière Darling (bien que la Condamine River soit plus longue).

## Aménagements
Le barrage de Pindari est situé sur la rivière Severn juste en amont de l'endroit où elle rejoint la rivière Macintyre.